# Bourock Parish Church

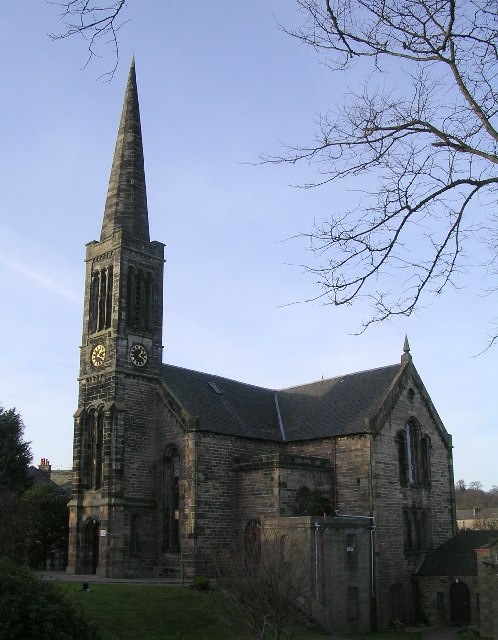
Bourock Parish Church

Die Bourock Parish Church ist ein presbyterianisches Kirchengebäude in der schottischen Stadt Barrhead in der Council Area East Renfrewshire. Sie liegt westlich des Stadtzentrums an der Main Street. 1980 wurde die Bourock Parish Church in die schottischen Denkmallisten zunächst in der Kategorie C aufgenommen. Im Jahre 2000 erfolgte dann die Hochstufung in die Kategorie B. Die Kirche ist heute noch als solche in Benutzung.

## Geschichte
George Boyle, der 4. Earl of Glasgow, übergab im Jahre 1838 der Stadt Barrhead die Ländereien Bourock, auf denen die Kirche später erbaut wurde. Um dem rasanten Bevölkerungszuwachs infolge der Ansiedlung der Textilindustrie in der Region Rechnung zu tragen, wurde auf den Ländereien mit dem Bau einer Kirche begonnen, die als Nebenkirche der Neilston Parish Church im benachbarten Neilston geplant war. Der Bau wurde im Jahre 1843 abgeschlossen und das Gebäude eingesegnet. Nur wenige Monate später, im Mai desselben Jahres, spaltete sich die Gemeinde im Zuge der sogenannten „disruption“. Der Gemeindepfarrer Alexander Salmon zog zu Beginn des Gottesdienstes mit rund 350 Mitgliedern aus dem Gebäude aus und hielt im Freien hinter der Kirche den ersten Gottesdienst der neuen Gemeinde ab, die zur Free Church of Scotland gehörte. Diese errichtete die 1846 fertiggestellte, östlich gelegene Barrhead South Parish Church, während die Bourock Parish Church bis 1851 geschlossen war.
Auf Wunsch der Einwohner wurden 1853 Glocke und Turmuhr installiert. Die wochentags geläutete Glocke markierte Schichtbeginn und -ende in den umliegenden Betrieben. Bis 1876 beherbergte die Kirche auch eine Schule sowie eine Bibliothek, die 1865 bereits 3000 Bücher umfasste.

## Beschreibung
Die Bourock Parish Church liegt direkt an der Main Street, auf welcher die A736 auf ihrem Weg von Glasgow nach Irvine die Stadt durchläuft. Architektonisch ist sie an den Normannischen Stil angelehnt, der zur Bauzeit der Kirche eine gewisse Wiederbelebung fand. Dies manifestiert sich vor allem in dem langgezogenen Querschiff. Die Vorderseite ist symmetrisch aufgebaut, wobei der Glockenturm mittig in die Höhe ragt. Während der Turm selbst einen quadratischen Grundriss aufweist, verjüngt sich die Turmspitze von einer oktogonalen Grundfläche.